# James Island (Caroline du Sud)
James Island est une ville américaine située dans le comté de Charleston dans l’État de Caroline du Sud.

## Démographie
| 1870  | 2010   | - | - | - | - |
| ----- | ------ | - | - | - | - |
| 1 808 | 11 231 | - | - | - | - |

## Traduction
- (en) Cet article est partiellement ou en totalité issu de l’article de Wikipédia en anglais intitulé « James Island, South Carolina » (voir la liste des auteurs).